# Vikingos en Galicia

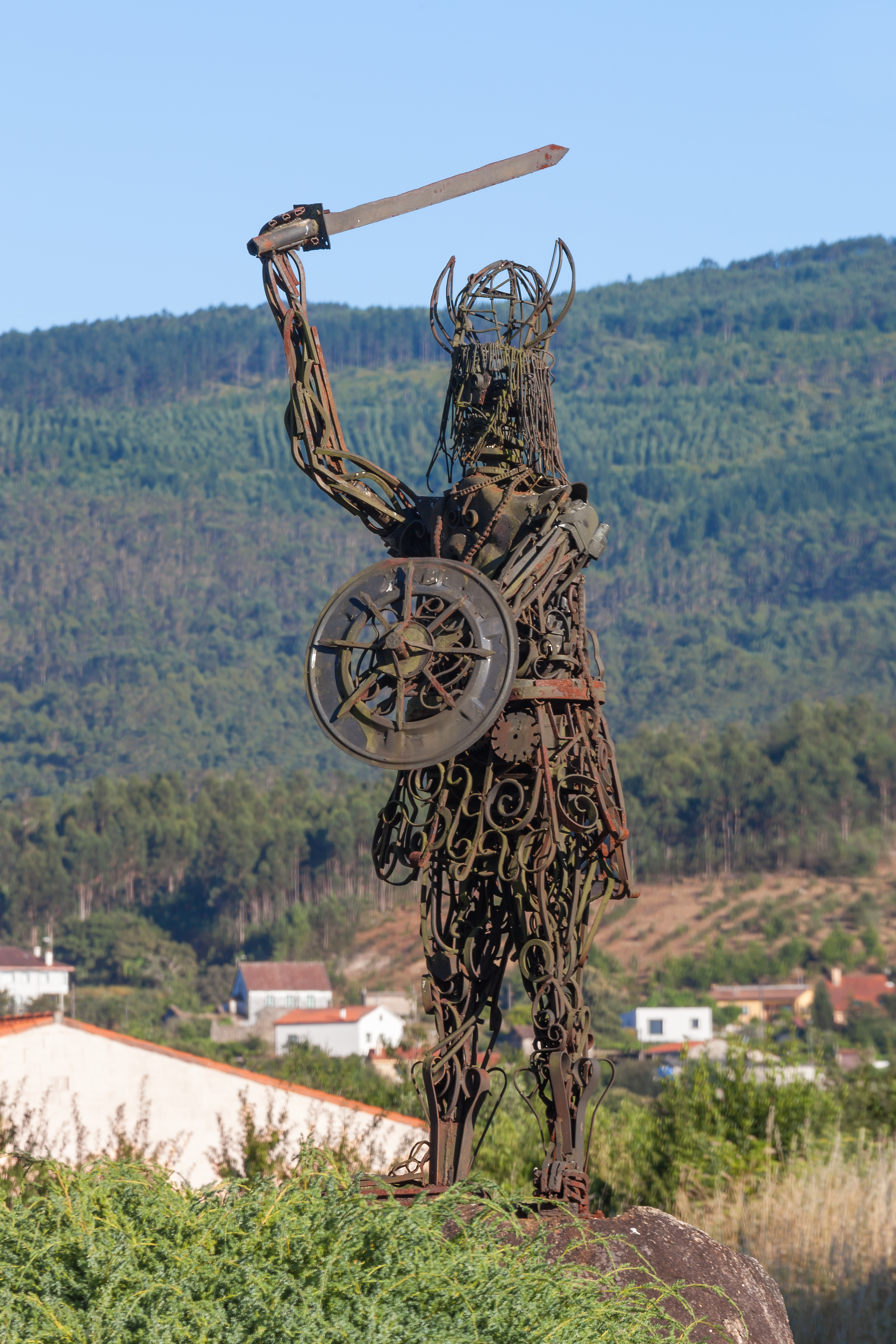
Estatua en recuerdo de las incursiones vikingas, en Catoira

La presencia de los vikingos en Galicia se produjo en el período comprendido entre los siglos IX y XII, en un contexto en el que los pueblos que habitaban Escandinavia habían aplazado sus luchas internas para dedicarse más a la navegación, el comercio y la piratería, lanzando periódicas expediciones comerciales, de saqueo y conquista principalmente contra la costa del océano Atlántico, pero también ascendiendo por el curso de los ríos hasta los lugares que pretendían saquear. Los que iban a vikinguear (merodear por las costas), normandos o lordomani (hombres del norte) como se los llama también en la Crónica Albeldense, llegaron hasta puntos tan alejados como el Mediterráneo, y entre los lugares que visitaron se encontraba Galicia, que ellos denominaban Jakobsland (Tierra de Santiago).

## Las primeras invasiones

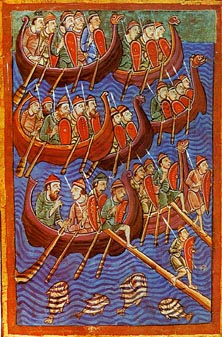
Representación de una flota vikinga del.

La primera incursión de los vikingos en Galicia aparece reflejada en los Annales Bertiniani, y se remonta al mes de agosto del año 844 cuando un grupo de vikingos daneses procedente de una expedición de saqueo se adentró por el río Garona, y empujados por una tormenta terminaron llegando hasta Galicia, saqueando algunas aldeas costeras hasta que fueron rechazados en los alrededores del Farum Brecantium, es decir, la Torre de Hércules (La Coruña) (que los vikingos llamaban  Fár). En aquella época reinaba en Galicia Ramiro I de Asturias. Tras la derrota, los vikingos continuaron su viaje hasta Lisboa, antes de regresar a su país.
Durante esta época surgió la leyenda del obispo Gonzalo de la diócesis de Bretoña: al llegar a la entrada del río Masma un gran número de embarcaciones vikingas, los habitantes acudieron a la protección del obispo, al que consideraban santo. Gonzalo rezó pidiendo la protección del cielo contra el ataque y entonces se desató una gran tempestad que hundió la mayor parte de la flota invasora.
En el año 858, durante el reinado de Ordoño I, reapareció en las costas de Galicia una gran flota vikinga. Se trataba de un contingente de cien naves procedente de expediciones de saqueo en las costas francesas que se dirigieron hacia la ría de Arosa. Tras saquear la diócesis de Iria Flavia llegaron hasta Santiago de Compostela, poniendo sitio a la ciudad. Los habitantes de Compostela pagaron un tributo para evitar el saqueo, pero a pesar de ello los vikingos continuaron intentando apoderarse de la ciudad, hasta que el sitio fue levantado por un ejército dirigido por el conde Pedro, que los derrotó y destruyó 38 barcos; los supervivientes se dirigieron hacia el sur de la costa gallega, saqueando las poblaciones a su paso. Como consecuencia de esta expedición, la sede episcopal de Iria Flavia fue trasladada a Santiago de Compostela.
En el año 951 los vikingos reaparecieron de nuevo y saquearon la costa gallega; en los años siguientes las ciudades se reforzaron en previsión de nuevos ataques. En el año 964 los vikingos regresaron, y el propio obispo Rosendo de Mondoñedo tuvo que hacerles frente.

## Las terceras invasiones
En el año 968 el segundo duque de Normandía, ante el peligro de invasión francesa de su dominio, pidió ayuda a sus parientes daneses y noruegos que acudieron con una gran flota vikinga. Una vez derrotado el rey de Francia los vikingos permanecieron en Normandía, lo que provocó grandes problemas, por lo que el duque los animó a partir a la conquista de Galicia, «esa tierra tan rica de la que tanto hablan los peregrinos».
Llegaron a Galicia unas doscientas naves al mando de Gudrød (Guðrǫðr), hermano de Harald Gråfeldr, conocido como Gunderedo en las crónicas gallegas. Cien de esas naves se detuvieron en la costa cantábrica de Galicia y atacaron la diócesis de Bretoña, mientras que otras cien se internaron en la ría de Arosa y desembarcaron en el puerto de Iuncariae (Xunqueira), para dirigirse por tierra hasta Santiago de Compostela. La llegada de los vikingos coincidió con el fin de las disputas entre los obispos Rosendo y Sisnando II por el control de la diócesis episcopal. El obispo Sisnando, que acababa de expulsar a Rosendo de la ciudad, intentó detenerlos en las proximidades de Iria Flavia, donde habían llegado remontando el curso del río Ulla, pero no lo consiguió y murió atravesado por una flecha durante la batalla de Fornelos el 29 de marzo. Ya sin resistencia, los vikingos se dispersaron por Galicia, llegando hasta el Courel. En Lugo el obispo Hermenegildo consiguió defender la ciudad, pero no pudo impedir que los vikingos arrasaran las tierras de Bretoña, cuya antigua sede quedó destruida, siendo reconstruida posteriormente en el actual Mondoñedo.
Los vikingos permanecieron durante cerca de tres años en tierras gallegas, matando y saqueando, pero cuando regresaban a sus naves cargados con botín y prisioneros, fueron interceptados por un ejército al mando del conde Gonzalo Sánchez, que consiguió vencerlos en los alrededores de la ría de Ferrol hacia el año 970, dando muerte a Gunderedo, su sækonungr y quemando la mayoría de sus naves.
Tras dejar Galicia, los vikingos continuaron navegando hacia el sur y saquearon la costa entre el río Duero y Santarém.

## Las últimas invasiones

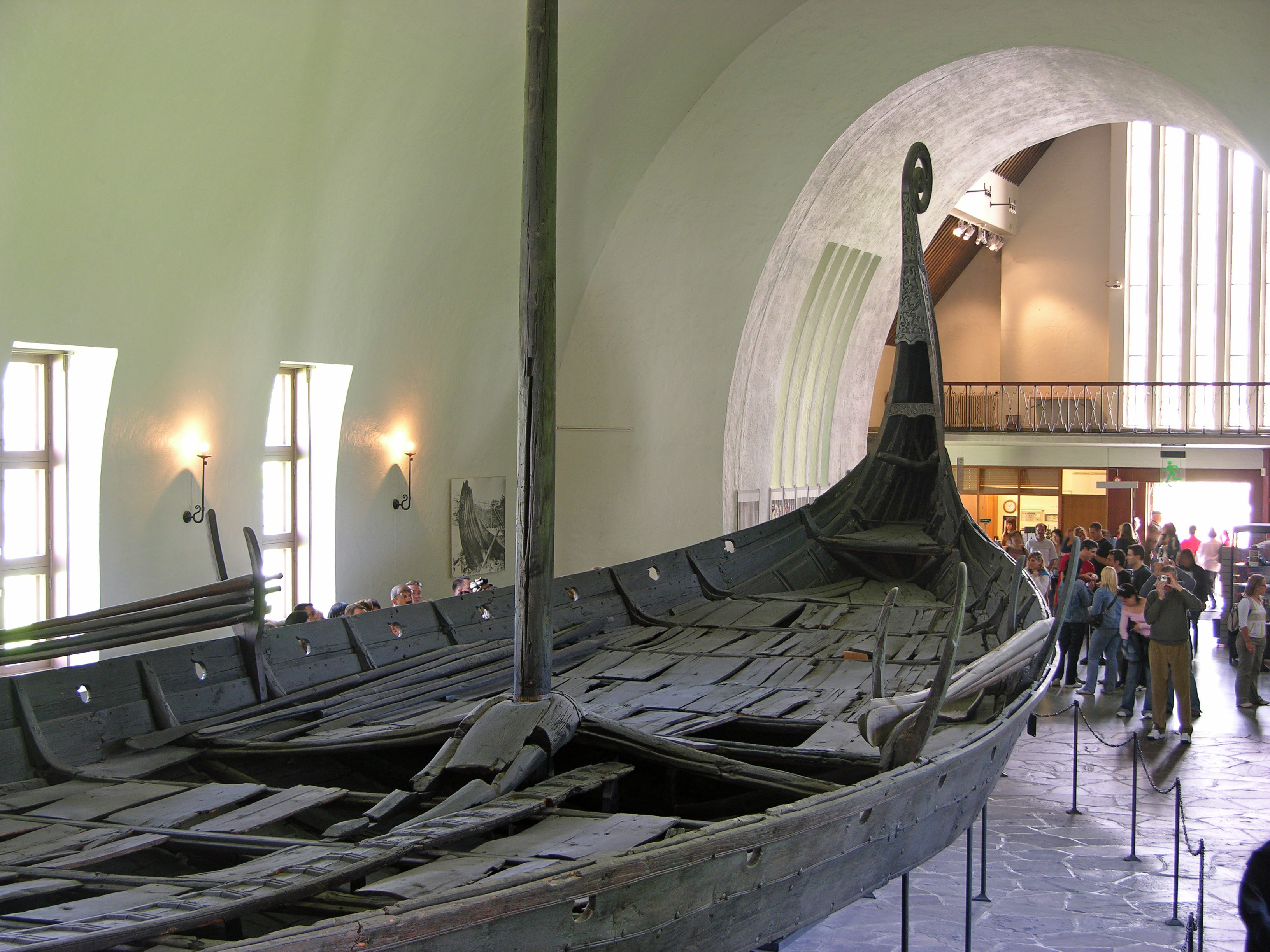
Drakkar en el Museo de Oslo

Desde el siglo X los vikingos comenzaron a aparecer en Galicia de forma cada vez más esporádica; sin embargo, en el año 1015, dirigidos quizás por el rey Olaf II atacaron Castropol, Betanzos, Ribas de Sil y Tuy. En esta villa desembarcaron por sorpresa remontando el río Miño y masacraron al ejército del conde Menendo González, arrasaron la ciudad y tomaron como prisionero al obispo Alfonso.
Del año 1026 se conserva un documento que revela una práctica habitual entre los nórdicos, el secuestro de rehenes para obtener rescate. En el documento aparece Octicio negociando la liberación de dos mujeres, Meitilli y Gocina, madre e hija, por las que finalmente entregó una capa, una espada, una camisa, tres lienzos, una vaca y tres modios de sal.
En el año 1028, reinando Bermudo III, Ulf el gallego también dirigió una expedición contra las costas gallegas, subiendo por la ría de Arousa, pero también fue rechazada por el ejército del obispo Cresconio de Compostela, quien también fortaleció la ría de Arousa edificando los Castellum Honesti, las Torres del Oeste.
Con el fin del período de las invasiones vikingas comenzó la llegada de peregrinos nórdicos a Santiago de Compostela siguiendo el Camino de Santiago. Entre estos peregrinos se encontraba figuras importantes como el rey Sigurd de Noruega, en otoño de 1108, el camino marítimo del vestvegr que conectaba Escandinavia con Galicia, duraba unos ocho días de travesía.

## Consecuencias
La destrucción de las sedes episcopales de Iria Flavia y Bretoña provocó su traslado a Santiago de Compostela y Mondoñedo y un cambio en la estructura del poder eclesiástico gallego. Varias fortificaciones como las Torres del Oeste o la muralla de Santiago fueron erigidas para la defensa frente a los nórdicos. Aunque en el conjunto de las invasiones vikingas, la presencia vikinga en Galicia fue mucho menor que en otras zonas de Europa. Se especula sobre algún asentamiento en el interior de la provincia de La Coruña y otro más fortificado y posiblemente prolongado en el norte de la costa gallega. Por esto queda alguna influencia escandinava en Galicia,algún topónimo como Lordemanos (en la provincia de León) o en el norte de La Coruña, aunque parecen más relacionados con las peregrinaciones y no tanto con las incursiones vikingas.

## Galería de imágenes

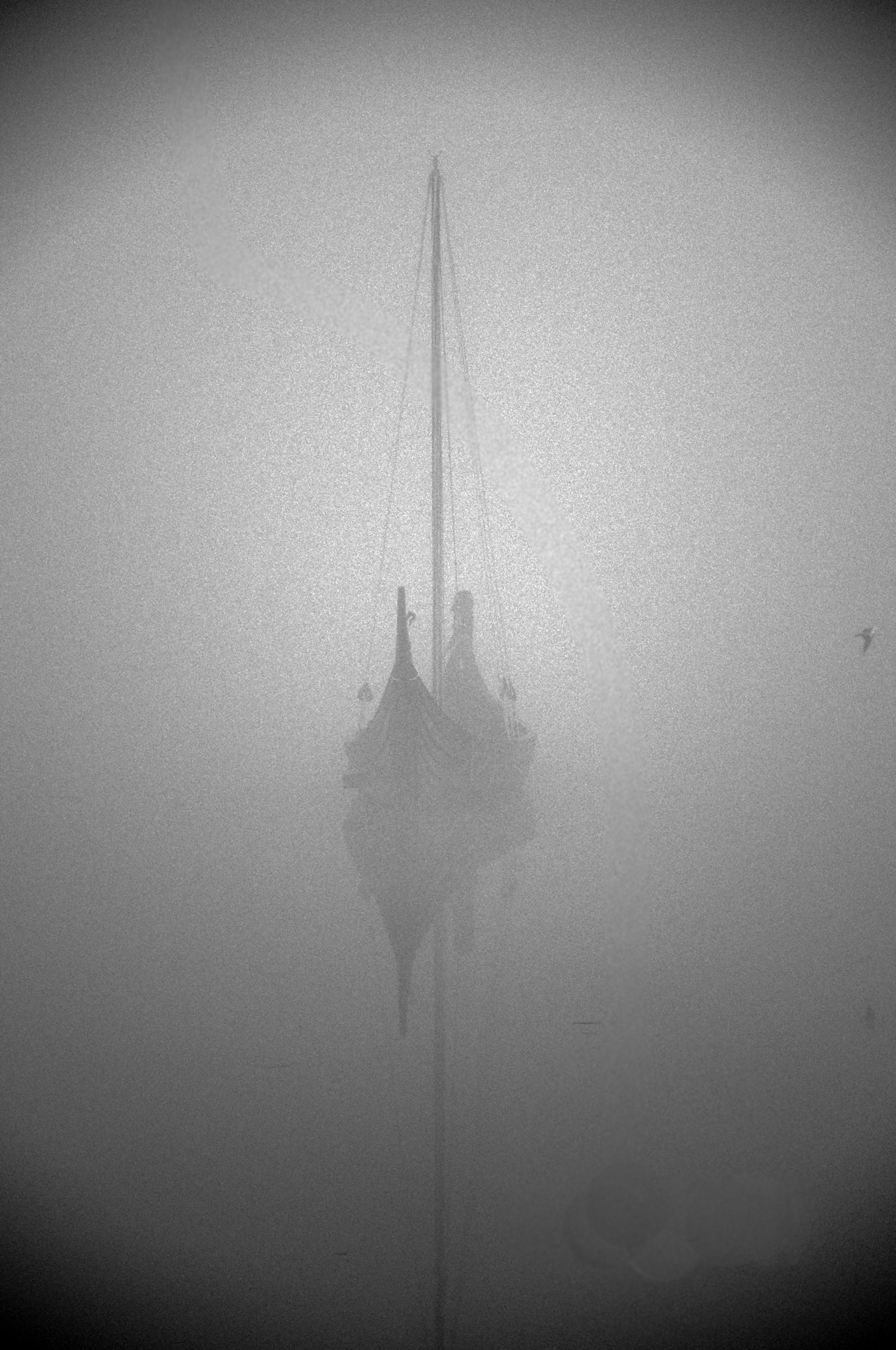
Drakkar en Catoira
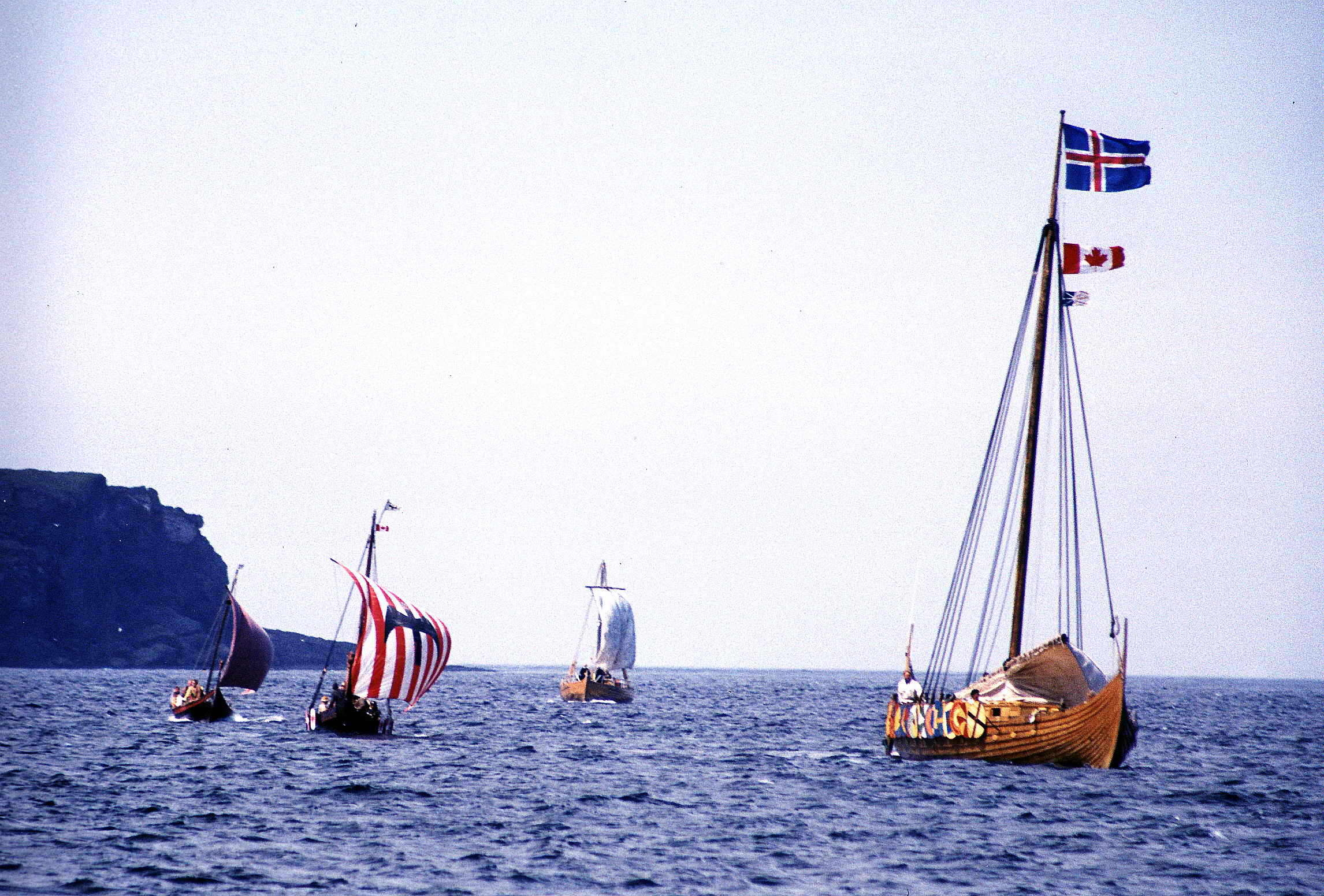
Recreación histórica moderna de un desembarco vikingo.
Mapa que muestra el área de asentamiento escandinavo